# Vinícius Coimbra
Vinícius Coimbra (Niterói, 16 de julho de 1971) é um diretor  de televisão brasileiro. Foi casado com a atriz Vanessa Gerbelli entre 2002 e 2008, que conheceu durante as filmagens da telenovela Desejos de Mulher e com quem tem um filho. Em 2018 se casou com a atriz Priscila Sztejnman, com quem tem uma filha.

## Televisão

### Minisséries
| Ano  | Título             | Função            | Emissora |
| ---- | ------------------ | ----------------- | -------- |
| 2006 | JK                 | Diretor           | TV Globo |
| 2008 | Queridos Amigos    | Diretor           | TV Globo |
| 2018 | Ligações Perigosas | Direção Artística | TV Globo |

### Telenovelas
| Ano  | Título                  | Função                | Emissora |
| ---- | ----------------------- | --------------------- | -------- |
| 1999 | Força de um Desejo      | Assistente de Direção | TV Globo |
| 2001 | Um Anjo Caiu do Céu     | Assistente de Direção | TV Globo |
| 2002 | Desejos de Mulher       | Diretor               | TV Globo |
| 2002 | Sabor da Paixão         | Diretor               | TV Globo |
| 2003 | Celebridade             | Diretor               | TV Globo |
| 2004 | Como uma Onda           | Diretor               | TV Globo |
| 2006 | O Profeta               | Diretor               | TV Globo |
| 2007 | Paraíso Tropical        | Diretor               | TV Globo |
| 2008 | Três Irmãs              | Diretor               | TV Globo |
| 2009 | Cama de Gato            | Diretor               | TV Globo |
| 2011 | Insensato Coração       | Direção Geral         | TV Globo |
| 2012 | Lado a Lado             | Direção Geral         | TV Globo |
| 2013 | Malhação 2013           | Direção Geral         | TV Globo |
| 2016 | Liberdade, Liberdade    | Direção Artística     | TV Globo |
| 2017 | Novo Mundo              | Direção Artística     | TV Globo |
| 2021 | Nos Tempos do Imperador | Direção Artística     | TV Globo |

### Especial
- 2018 - O Natal Perfeito - Diretor (TV Globo)[4][5]

## Filmes
- 2020 - O Amante de Júlia - Diretor[6]
- 2015 - A Floresta Que Se Move - Diretor
- 2011 - A Hora e a Vez de Augusto Matraga - Diretor (Produzido pela Prodigo Films)

- 1998 - Central do Brasil - Assistente de Direção